# آر. هاري كومار
آر. هاري كومار (بالهندية: आर. हरी कुमार؛ بالإنجليزية: R. Hari Kumar) هو ضابط بحري هندي، ولد في 12 أبريل 1962 في ثيروفانانثابورام في الهند.

## معرض صور

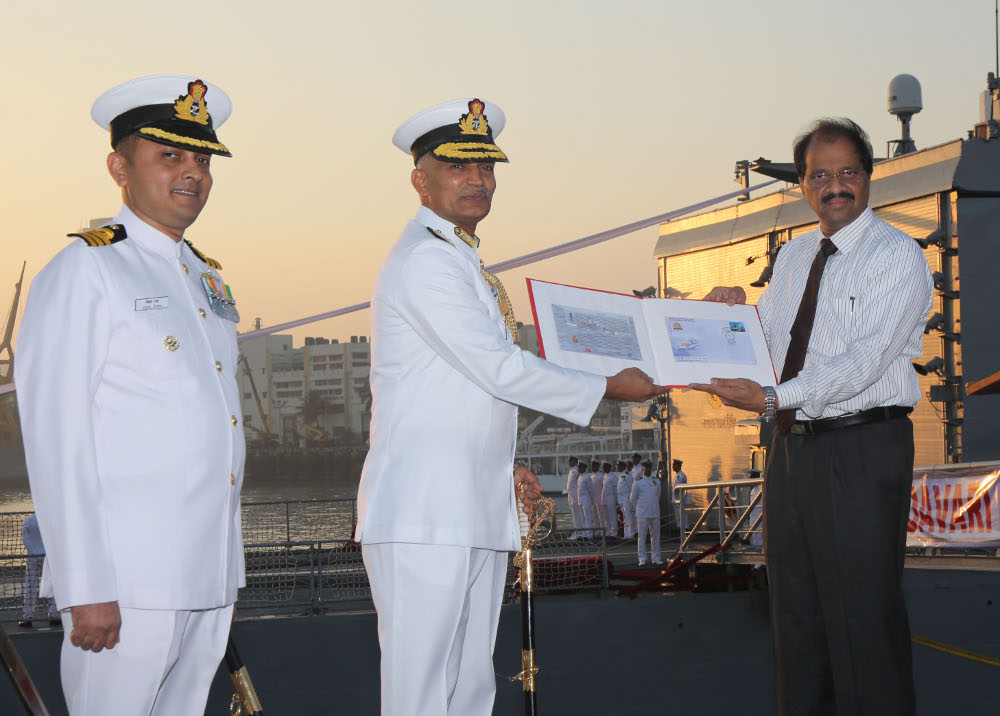
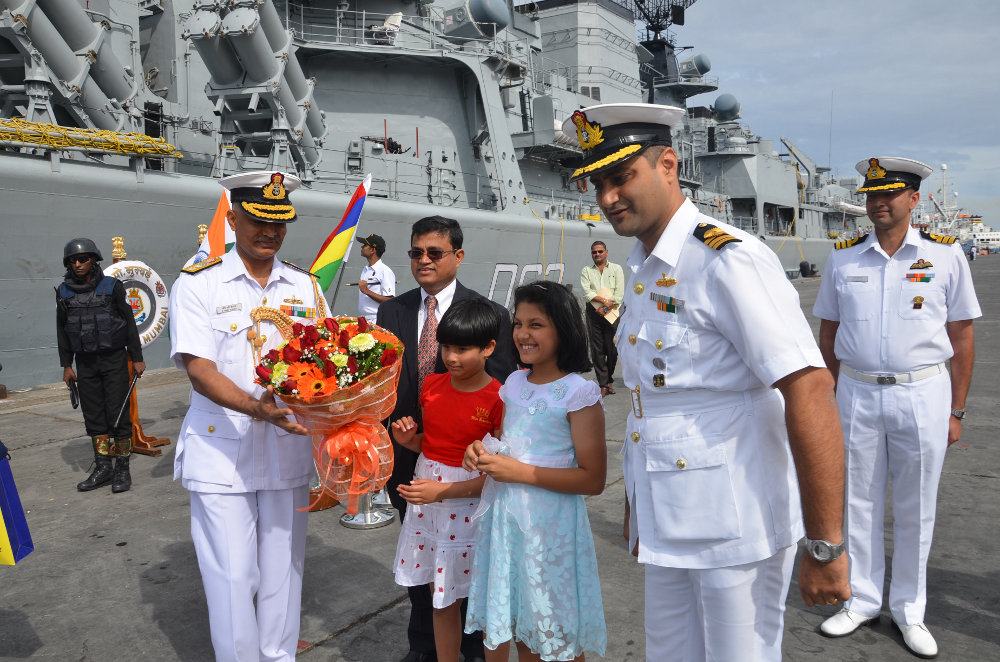
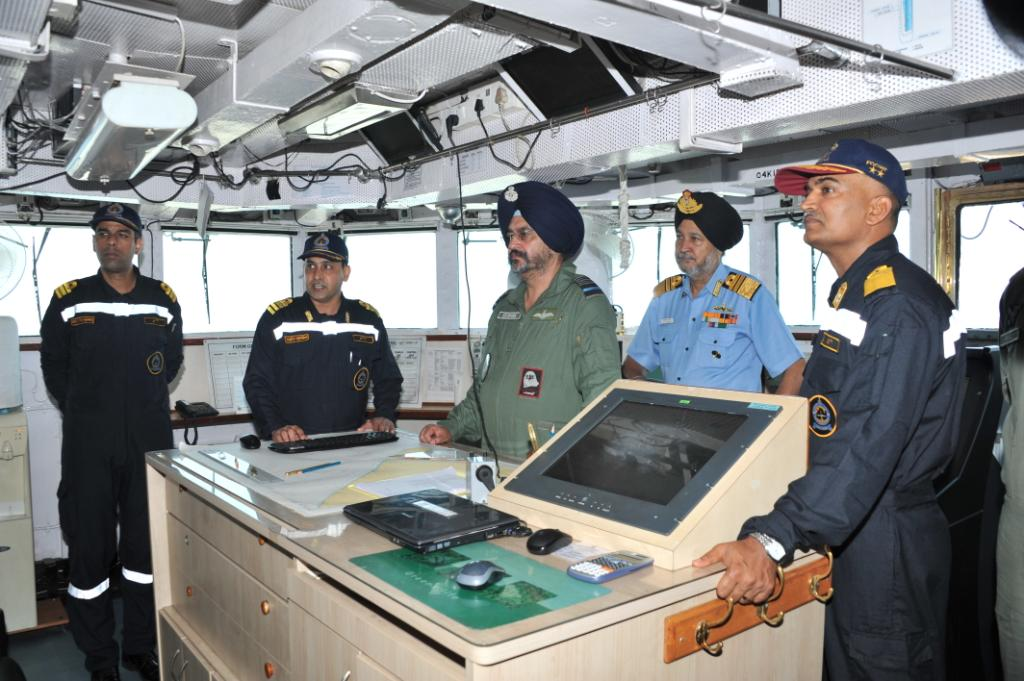
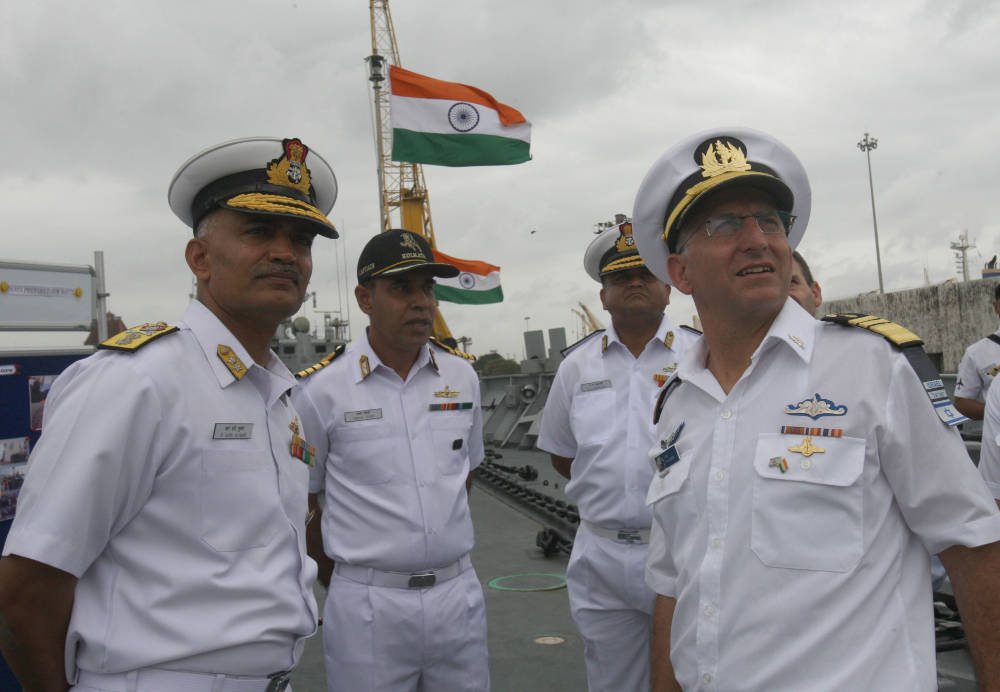